# Fairwayklippan

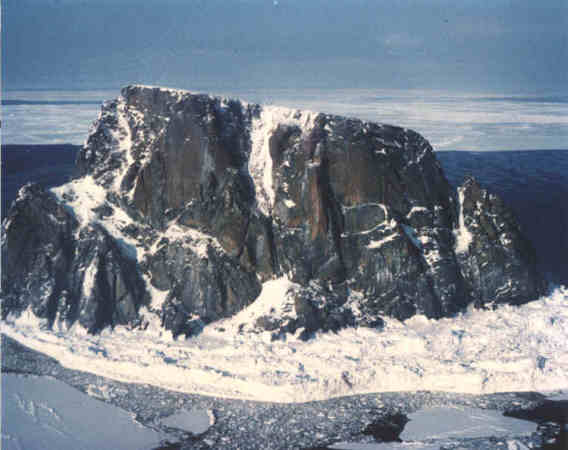
Fairwayklippan

Fairwayklippan (engelska Fairway Rock) är en liten klippö i Norra ishavet och räknas ofta till Diomedeöarna och tillhör USA.

## Geografi
Fairwayklippan ligger mitt i Berings sund ca 19 km sydöst om Lilla Diomedeön och ca 32 km väster om Kap Prince of Wales på Sewardhalvön i Alaska.
Den obebodda ön är av vulkaniskt ursprung och har en areal om ca 0,31 km² . Den högsta höjden är på ca 163 m ö.h.  
Förvaltningsmässigt ingår ön i distriktet "Nome" i delstaten Alaska men förvaltas av Alaska Department of Fish and Game's Wildlife Conservation som en del i naturparken "Alaska Maritime National Wildlife Refuges".
Tiotusentals fåglar häckar varje år på ön. Majoriteten av dem är alkor.

## Historia
Fairwayklippan har troligen alltid varit obebodd.
Ön upptäcktes den 8 augusti 1778 av brittiske James Cook .
I juli 1826 utforskades ön av brittiske Frederick William Beechey som då även namngav ön.
I juli 1958 passerade ubåten "USS Nautilus" ön under sin färd under Nordpolen .
Den 11 augusti 1966 placerade USA:s flotta en Radioisotopgenerator på ön som var i drift fram till 1995.